# Gymnacranthera bancana
Gymnacranthera bancana är en tvåhjärtbladig växtart som först beskrevs av Friedrich Anton Wilhelm Miquel och som fick sitt nu gällande namn av James Sinclair.
Gymnacranthera bancana ingår i släktet Gymnacranthera och familjen Myristicaceae. Inga underarter finns listade i Catalogue of Life.